# Lancheras de Cataño 2014
Questa voce raccoglie le informazioni riguardanti le Lancheras de Cataño nella stagione 2014.

## Stagione
La stagione 2014 vede ancora Rafael Olazagasti confermato alla guida delle Lancheras de Cataño. La squadra invece viene rivoluzionata e già ad inizio stagione si registrano ben nove arrivi e dieci partenze: tra gli acquisti spiccano le straniere proveniente dalle università statunitensi Stephanie Holthus e Taylor Brauneis, mentre per le giocatrici i nomi più importanti sono quelli di Laudevis Marrero, Yamileska Yantín, Lizzelle Cintrón ed Ania Ruiz; in uscita, invece, si segnala l'intero terzetto di straniere della precedente stagione, ossia Stacey Gordon, Jessica Jones e Lauren Van Orden, e della portoricana Tatiana Encarnación, che salta la stagione per maternità.
Il campionato si apre 26 gennaio 2014 col netto successo per 3-0 sulle Valencianas de Juncos, che, tuttavia, si rivela essere solo una parentesi estemporanea nel corso della stagione: nelle quattro gare successive infatti arrivano solo sconfitte, di cui quella con le Indias de Mayagüez successivamente convertita in un 3-0 a tavolino, che portano immediatamente all'esonero di Rafael Olazagasti, sostituito da Xiomara Molero. Ritorna in squadra anche Shannon Torregrosa, indisponibile per motivi di lavoro nei primi incontri stagionali, e nel primo incontro con la nuova guida tecnica arriva una netta vittoria in casa delle Gigantes de Carolina, che resterà l'unico successo esterno stagionale. Nelle restanti gare del mese di febbraio le Lancheras centrano un solo successo, sconfiggendo le Indias de Mayagüez. Va leggermente meglio negli incontri del mese di marzo, dove arrivano tre vittorie, e, grazie ai successi con le Gigantes de Carolina e le Valencianas de Juncos, le Lancheras centrano la prima ed unica striscia positiva della stagione; tuttavia, nonostante gli aggiustamenti in rosa con le partenze di Stephanie Holthus, Taylor Brauneis e Yamileska Yantín, sostituite dal Hannah Werth, Glorimar Ortega e Gina Mambrú, non evitano comunque di chiudere la regular reason con cinque sconfitte consecutive.
Le Lancheras centrano comunque l'accesso ai play-off, piazzandosi al sesto ed ultimo posto disponibile. Inserite nel Girone A dei quarti di finale con le Leonas de Ponce e le Gigantes de Carolina, subiscono quattro sconfitte in altrettanti incontri, chiudendo così una travagliata stagione.
Tra le giocatrici si distingue la sola Debora Seilhamer, inserita nello All-Star Team della LVSF.

## Organigramma societario
Area direttiva
- Presidente: Luis Ernesto Santini

Area tecnica
- Primo allenatore: Rafael Olazagasti (fino a febbraio), Xiomara Molero (da febbraio)
- Assistente allenatore: Javier Cruz, Esaí Vélez
- Statistico: Esaí Vélez
- Preparatore atletico: Michael Serralta

## Rosa
| N° | Nome                | Ruolo | Data di nascita  | Nazionalità sportiva |
| -- | ------------------- | ----- | ---------------- | -------------------- |
| 1  | Stephanie Holthus   | S     | 25 agosto 1992   | Stati Uniti          |
| 2  | Debora Seilhamer    | L     | 10 aprile 1985   | Porto Rico           |
| 3  | Gregner Gotay       | L     | 8 gennaio 1990   | Porto Rico           |
| 4  | Hannah Werth        | S     | 1º novembre 1990 | Stati Uniti          |
| 7  | Laudevis Marrero    | C     | 4 agosto 1987    | Porto Rico           |
| 8  | Taylor Brauneis     | P     | 5 settembre 1991 | Stati Uniti          |
| 9  | Oneida González     | S/O   | 3 giugno 1981    | Porto Rico           |
| 10 | Glorimar Ortega     | P     | 21 novembre 1983 | Porto Rico           |
| 11 | Charlenne Domínguez | L     | 5 novembre 1985  | Porto Rico           |
| 12 | Sandraliz García    | P     | 17 marzo 1992    | Porto Rico           |
| 13 | Yamileska Yantín    | S/O   | 9 aprile 1984    | Porto Rico           |
| 14 | Lizzelle Cintrón    | C     | 5 marzo 1986     | Porto Rico           |
| 15 | Ania Ruiz           | S     | 7 novembre 1982  | Porto Rico           |
| 14 | Gina Mambrú         | S/O   | 21 gennaio 1986  | Rep. Dominicana      |
| 18 | Shannon Torregrosa  | C     | 1º febbraio 1981 | Porto Rico           |

## Mercato
| Acquisti | Acquisti            | Acquisti              | Acquisti   |
| R.       | Nome                | da                    | Modalità   |
| -------- | ------------------- | --------------------- | ---------- |
| S        | Stephanie Holthus   | Northwestern          | definitivo |
| L        | Gregner Gotay       | Inattiva              | definitivo |
| C        | Laudevis Marrero    | Indias de Mayagüez    | definitivo |
| P        | Taylor Brauneis     | Florida               | definitivo |
| L        | Charlenne Domínguez | Indias de Mayagüez    | definitivo |
| P        | Sandraliz García    | ?                     | definitivo |
| S/O      | Yamileska Yantín    | Inattiva              | definitivo |
| C        | Lizzelle Cintrón    | Pinkin de Corozal     | definitivo |
| S        | Ania Ruiz           | Vaqueras de Bayamón   | definitivo |
| S        | Hannah Werth        | Valencianas de Juncos | definitivo |
| P        | Glorimar Ortega     | Criollas de Caguas    | definitivo |
| S/O      | Gina Mambrú         | Pinkin de Corozal     | definitivo |

| Cessioni | Cessioni            | Cessioni              | Cessioni   |
| R.       | Nome                | a                     | Modalità   |
| -------- | ------------------- | --------------------- | ---------- |
| L        | Tatiana Jusino      | Gigantes de Carolina  | definitivo |
| S        | Greysmarie Pérez    | -                     | ritirata   |
| S        | Tatiana Encarnación | -                     | ritirata   |
| C        | Myrlena López       | -                     | ritirata   |
| P        | Ariana López        | Gigantes de Carolina  | definitivo |
| P        | Paula Rivera        | -                     | ritirata   |
| S        | Stacey Gordon       | -                     | ritirata   |
| C        | Jessica Jones       | Azəryol               | definitivo |
| S        | Graciela Márquez    | Orientales de Humacao | definitivo |
| P        | Lauren Van Orden    | -                     | ritirata   |
| S        | Stephanie Holthus   | Mets de Guaynabo      | definitivo |
| P        | Taylor Brauneis     | -                     | ritirata   |
| S/O      | Yamileska Yantín    | -                     | ritirata   |

## Risultati

### LVSF

#### Regular season
| 1ª giornata - 26 gennaio 2014 Coliseo Cosme Beitia Sálamo, Cataño        | Lancheras de Cataño   | 3 - 0 | Valencianas de Juncos | 25-21, 25-20, 25-22               |
| 2ª giornata - 31 gennaio 2014 Coliseo Cosme Beitia Sálamo, Cataño        | Lancheras de Cataño   | 2 - 3 | Mets de Guaynabo      | 23-25, 21-25, 25-22, 25-22, 13-15 |
| 3ª giornata - 2 febbraio 2014 Palacio de Recreación y Deportes, Mayagüez | Indias de Mayagüez    | 3 - 1 | Lancheras de Cataño   | 25-23, 14-25, 25-19, 25-19        |
| 4ª giornata - 6 febbraio 2014 Coliseo Héctor Solá Bezares, Caguas        | Criollas de Caguas    | 3 - 1 | Lancheras de Cataño   | 25-22, 25-23, 21-25, 25-23        |
| 5ª giornata - 8 febbraio 2014 Coliseo Cosme Beitia Sálamo, Cataño        | Lancheras de Cataño   | 2 - 3 | Orientales de Humacao | 25-22, 23-25, 19-25, 25-14, 12-15 |
| 6ª giornata - 13 febbraio 2014 Coliseo Guillermo Angulo, Carolina        | Gigantes de Carolina  | 0 - 3 | Lancheras de Cataño   | 15-25, 20-25, 20-25               |
| 7ª giornata - 15 febbraio 2014 Coliseo Cosme Beitia Sálamo, Cataño       | Lancheras de Cataño   | 0 - 3 | Leonas de Ponce       | 19-25, 17-25, 19-25               |
| 8ª giornata - 21 febbraio 2014 Coliseo Mario Morales, Guaynabo           | Mets de Guaynabo      | 3 - 2 | Lancheras de Cataño   | 25-23, 25-19, 22-25, 23-25, 16-14 |
| 9ª giornata - 23 febbraio 2014 Coliseo Cosme Beitia Sálamo, Cataño       | Lancheras de Cataño   | 3 - 1 | Indias de Mayagüez    | 25-20, 25-15, 22-25, 25-20        |
| 10ª giornata - 27 febbraio 2014 Coliseo Cosme Beitia Sálamo, Cataño      | Lancheras de Cataño   | 0 - 3 | Criollas de Caguas    | 19-25, 20-25, 17-25               |
| 11ª giornata - 1º marzo 2014 Complejo Deportivo Emilio Huyke, Humacao    | Orientales de Humacao | 3 - 0 | Lancheras de Cataño   | 28-26, 25-20, 25-18               |
| 12ª giornata - 6 marzo 2014 Coliseo Salvador Dijols, Ponce               | Leonas de Ponce       | 3 - 0 | Lancheras de Cataño   | 25-21, 25-13, 27-25               |
| 13ª giornata - 8 marzo 2014 Coliseo Cosme Beitia Sálamo, Cataño          | Lancheras de Cataño   | 3 - 0 | Gigantes de Carolina  | 25-21, 25-23, 25-21               |
| 14ª giornata - 14 marzo 2014 Coliseo Cosme Beitia Sálamo, Cataño         | Lancheras de Cataño   | 3 - 1 | Valencianas de Juncos | 25-16, 25-16, 22-25, 25-15        |
| 15ª giornata - 16 marzo 2014 Coliseo Rafael Amalbert, Juncos             | Valencianas de Juncos | 3 - 0 | Lancheras de Cataño   | 25-20, 25-19, 25-23               |
| 16ª giornata - 21 marzo 2014 Coliseo Cosme Beitia Sálamo, Cataño         | Lancheras de Cataño   | 3 - 1 | Mets de Guaynabo      | 25-16, 35-33, 25-27, 25-18        |
| 17ª giornata - 23 marzo 2014 Palacio de Recreación y Deportes, Mayagüez  | Indias de Mayagüez    | 3 - 0 | Lancheras de Cataño   | 25-19, 25-23, 25-22               |
| 18ª giornata - 27 marzo 2014 Coliseo Cosme Beitia Sálamo, Cataño         | Lancheras de Cataño   | 1 - 3 | Orientales de Humacao | 25-23, 18-25, 21-25, 15-25        |
| 19ª giornata - 29 marzo 2014 Coliseo Héctor Solá Bezares, Caguas         | Criollas de Caguas    | 3 - 0 | Lancheras de Cataño   | 25-15, 25-22, 25-16               |
| 20ª giornata - 3 aprile 2014 Coliseo Mario Morales, Guaynabo             | Gigantes de Carolina  | 3 - 1 | Lancheras de Cataño   | 20-25, 25-23, 25-21, 25-13        |
| 21ª giornata - 5 aprile 2014 Coliseo Cosme Beitia Sálamo, Cataño         | Lancheras de Cataño   | 0 - 3 | Leonas de Ponce       | 21-25, 23-25, 14-25               |

#### Play-off
| Quarti di finale (gara 1) - 9 aprile 2014 Coliseo Salvador Dijols, Ponce       | Leonas de Ponce      | 3 - 0 | Lancheras de Cataño  | 28-30, 25-14, 25-23, 25-18       |
| Quarti di finale (gara 2) - 10 aprile 2014 Coliseo Mario Morales, Guaynabo     | Gigantes de Carolina | 3 - 0 | Lancheras de Cataño  | 25-15, 25-23, 25-16              |
| Quarti di finale (gara 4) - 13 aprile 2014 Coliseo Cosme Beitia Sálamo, Cataño | Lancheras de Cataño  | 2 - 3 | Leonas de Ponce      | 20-25, 20-25, 25-21, 20-25, 8-15 |
| Quarti di finale (gara 5) - 15 aprile 2014 Coliseo Cosme Beitia Sálamo, Cataño | Lancheras de Cataño  | 0 - 3 | Gigantes de Carolina | 21-25, 20-25, 11-25              |

## Statistiche

### Statistiche di squadra
| Competizione | Punti | In casa | In casa | In casa | In trasferta | In trasferta | In trasferta | Totale | Totale | Totale |
| Competizione | Punti | G       | V       | P       | G            | V            | P            | G      | V      | P      |
| ------------ | ----- | ------- | ------- | ------- | ------------ | ------------ | ------------ | ------ | ------ | ------ |
| LVSF         | 24    | 15      | 6       | 9       | 12           | 1            | 11           | 25     | 7      | 18     |
| Totale       | -     | 15      | 6       | 9       | 12           | 1            | 11           | 25     | 7      | 18     |

G = partite giocate; V = partite vinte; P = partite perse